# Michael Wilson (Autor)
Michael Wilson (* 1. Juli 1914 in McAlester, Oklahoma; † 9. April 1978 in Los Angeles County) war ein US-amerikanischer Drehbuchautor.

## Leben
Michael Wilson schrieb zwischen 1941 und 1969 die Drehbücher für 22 Filme. Während der McCarthy-Ära wurde er auf die Schwarze Liste der Unterhaltungsindustrie von Hollywood (entertainment industry blacklist) gesetzt, was praktisch einem Berufsverbot gleichkam. Während dieser Zeit schrieb er Drehbücher für europäische Produktionen, aber auch für Hollywood-Filme, jedoch für diese nur ungenannt oder unter einem Pseudonym und für eine wesentlich geringere Bezahlung als für einen Autor üblich. So wurde ihm für den Film The Two-Headed Spy („Der Spion mit den 2 Gesichtern“) die Nennung als Autor verweigert. Stattdessen tauchte er unter dem Namen James O’Donnell auf, bis ihm später die Autorschaft wieder angerechnet wurde. Bei der Oscar-Nominierung seines Drehbuchs zum Film Friendly Persuasion („Lockende Versuchung“) von 1956 wurde er disqualifiziert, da sein Name nicht im Abspann zu sehen war. 

## Filme
- 1941: Roman einer Tänzerin (The Men in Her Life)
- 1943: Border Patrol
- 1943: Colt Comrades
- 1943: Bar 20
- 1944: Forty Thieves
- 1946: Ist das Leben nicht schön? (It’s a Wonderful Life) (Co-Autor, ungenannt)
- 1951: Ein Platz an der Sonne (A Place in the Sun)
- 1952: Der Fall Cicero (5 Fingers)
- 1954: Lux Video Theatre, Episode A Place in the Sun (TV-Serie)
- 1954: Das Salz der Erde (Salt of the Earth)
- 1954: Rummelplatz der Liebe (Carnival Story) (ungenannt)
- 1954: Mannequins für Rio (ungenannt)
- 1955: Verdammt zum Schweigen (The Court-Martial of Billy Mitchell) (ungenannt)
- 1956: Lockende Versuchung (Friendly Persuasion) (ungenannt)
- 1957: Die Brücke am Kwai (The Bridge on the River Kwai)
- 1958: Der Spion mit den 2 Gesichtern (The Two-Headed Spy) (ursprünglich als James O’Donnell)
- 1958: Sturm im Osten (La tempesta) (ungenannt)
- 1960: Jovanka und die anderen (Jovanka e le altre)
- 1962: Lawrence von Arabien (Lawrence of Arabia)
- 1965: … die alles begehren (The Sandpiper)
- 1968: Planet der Affen (Planet of the Apes)
- 1969: Che!

## Auszeichnungen (Auswahl)
Wilson gewann 1952 einen Oscar für Ein Platz an der Sonne. Seine Drehbucharbeit (gemeinsam mit Carl Foreman) an einem weiteren mit Oscar ausgezeichneten Film (1958 für Die Brücke am Kwai) wurde offiziell erst 1984 posthum gewürdigt, da Wilson seit 1953 als Autor auf der Schwarzen Liste in Filmen der Hollywood-Studios keinen Credit mehr erhielt. 
Weitere dreimal wurde seine Arbeit für einen Oscar nominiert, offiziell jedoch nur noch 1953 für Der Fall Cicero. 1957 für Lockende Versuchung und 1963 für Lawrence von Arabien (Co-Autor mit Robert Bolt) geschah dies, ohne dass Wilson in den Filmen genannt worden war. Die Nominierung für Lawrence von Arabien erfolgte erst 1995 durch das Board of Directors der Academy of Motion Picture Arts and Sciences. 
Die Writers Guild of America (WGA) verlieh Wilson 1976 den „Laurel Award for Screenwriting Achievement“.